# 一噌流
一噌流（いっそうりゅう）とは能楽笛方の一流儀。一噌と略されることもある。

## 解説
名人笛彦兵衛の弟子中村七郎左衛門が一家を立て、子の又三郎が一噌似斎とも称したところから流儀の名が興った。三世八郎右衛門以降は一噌を姓とし、江戸時代は宝生流の座付きとして活躍した。近代の名人に十二世宗家一噌又六郎、島田巳久馬（一時宗家代理）、一噌正之助・一噌仙幸親子、藤田大五郎（人間国宝）などがいる。
維新後、一噌又六郎、島田巳久馬の師弟によって流儀の統一がはかられたこともあって、役者・地域ごとの芸風の差は少ない。吹き込みを鋭く、装飾音を控え、簡素で力強い表現を目指すのが特色。東京及び九州が主要な地盤で、能楽協会に登録された役者は10名以上。元宗家は十四世一噌庸二。

## 宗家代々
- 流祖 一噌似斎
- 二世 中村噌庵
  - 流祖の甥の矢野新五郎の子。
- 三世 一噌八郎右衛門
  - 二世の末子。
- 四世 一噌六郎左衛門
  - 三世の兄の中村新五郎の子で三世の養子。
- 十一世 一噌幸太郎
  - 十世の子。[2]
- 十二世 一噌又六郎
  - 十一世幸太郎の次男。[3]
- 十三世 一噌鍈二
  - 観世流シテ方武田宗治郎の次男、十世又六郎の弟の一噌要三郎の養嗣子。
- 十四世 一噌庸二
  - 十三世鍈二の長男。

墓所は多磨霊園4区1種28側。